# Transcaucasia
La Transcaucasia o Caucaso del Sud è la regione geografica posta a sud dello spartiacque principale della catena del Caucaso; è costituita dagli stati di Georgia, Armenia e Azerbaigian. È delimitata a nord dalla Ciscaucasia, a sud da Turchia e Iran ed è lambita a ovest dal Mar Nero e a est dal Mar Caspio.
In due periodi, i tre paesi transcaucasici furono inglobati in un'unica entità nazionale: nel 1918 fu creata la Federazione Transcaucasica; tra il 1922 e il 1936 esistette la Repubblica Socialista Federativa Sovietica Transcaucasica all'interno dell'Unione Sovietica.

## Etimologia
Il termine "Transcaucasia" corrisponde al russo Zakavkazye (Закавказье) e significa "territorio al di là delle Montagne del Caucaso". La regione è anche chiamata Caucaso meridionale o Caucaso del sud.

## Geografia
La regione transcaucasica comprende la parte meridionale delle montagne del Caucaso e le loro pianure e si estende verso sud dalla parte meridionale della catena montuosa del Gran Caucaso nella Russia sud-occidentale fino ai confini turco e armeno, e da ovest a est, dal Mar Nero fino alla costa del Mar Caspio.
Secondo la convenzione che pone il confine tra i due continenti sulla depressione del Kuma-Manyč, la regione transcaucasica è un territorio asiatico non confinante con l'Europa. Secondo invece la convenzione che pone il confine tra l'Europa e l'Asia, lungo lo spartiacque del Gran Caucaso, la Transcaucasia è un territorio asiatico confinante a nord con l'Europa.
L'area comprende la parte meridionale della catena montuosa del Gran Caucaso, l'intera catena montuosa del Caucaso Minore, le pianure della Colchide, le pianure del Kura-Aras, il Qaradagh, i Monti Talish, la Pianura di Länkäran, il Javakheti e la parte orientale dell'altopiano armeno.
L'odierna Armenia e la maggior parte del territorio della Georgia e dell'Azerbaigian rientrano nella regione transcaucasica. Anche alcune parti dell'Iran e della Turchia sono incluse nella regione della Transcaucasia. Nella regione è presente il petrolio, il manganese e la produzione di tè, agrumi e vino. Rimane una delle regioni politicamente più instabili dell'area post-sovietica e comprende tre regioni fortemente contese: l'Abcasia, l'Ossezia del Sud e il Nagorno Karabakh.

## Dall'antichità al XIX secolo
Un elemento della via della seta, che collega il Mediterraneo alle grandi pianure dell'Asia centrale, è l'istmo ponto-caspico che ha favorito fin dall'antichità la circolazione di mercanzie, e anche di eserciti. È sempre stato un territorio strategico ambito dalle potenze che si trovavano alla sua periferia, come la Impero persiano, l'Impero romano, l'Impero bizantino, l'Impero ottomano e l'Impero russo. La regione ha subito anche numerose invasioni: sciti, cimmeri, arabi, tatari, mongoli e altre ancora si sono succedute dall'antichità al Medioevo. Alla fine, la regione ha visto passare mercanti di numerose nazionalità, come i veneziani e i genovesi; si sono ritrovate le tracce di caravanserragli molto antichi in luoghi adesso inaccessibili.
Da queste caratteristiche ne trasse profitto la Russia zarista, in quest'epoca in piena espansione territoriale verso le sue periferie, sia verso l'Estremo Oriente, che in Asia centrale o nel Caucaso, difficilmente valicabile. La penetrazione russa iniziò quindi innanzitutto dai margini settentrionali per estendersi poi alle coste fino ad aggirare le cosiddette Porte caspiche (Derbent, attualmente in Daghestan), un passo montano difficile da attraversare a piedi, un territorio aspro che si presenta così anche sul versante russo, con il suo clima particolare. L'interesse strategico era chiaro: i persiani e gli ottomani erano relativamente ostili ai russi, e il massiccio montuoso dava vantaggio a chi l'avesse controllato.

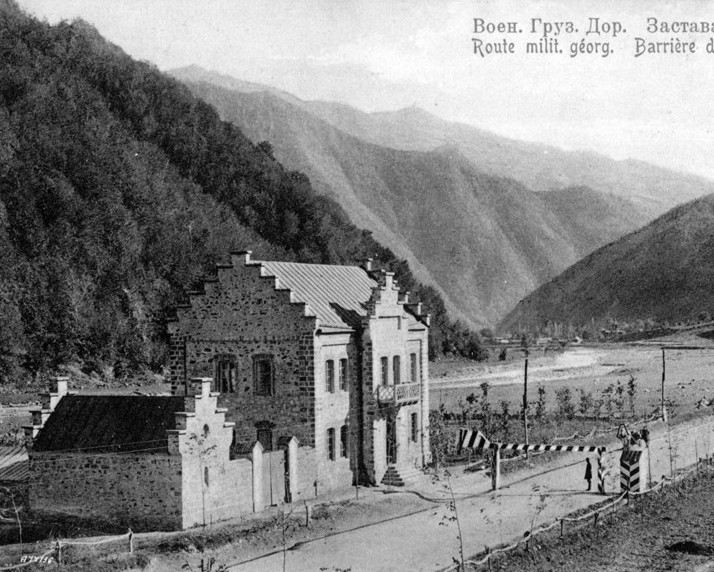
La costruzione della via militare georgiana fu un fattore chiave della conquista russa del Caucaso.

Tra il 1800 e il 1870, al tempo dei diversi eventi della guerra del Caucaso, l'avanzata russa avveniva progressivamente, con difficoltà, e si concretizzava con l'installazione di guarnigioni. Degli avamposti vennero posti nella regione, particolarmente a Gyumri dove si trovava la guarnigione di Alessandropoli tenuta dai cosacchi, soldati-contadini dell'armata zarista, incaricati di rendere coltivabili queste terre. Una strada militare venne costruita attraverso le colline che vanno da Vladikavkaz fino a Tbilisi. 
Al fine di rafforzare il controllo del territorio, la Russia vi inviò delle popolazioni russe settarie, principalmente dissidenti ortodossi dei quali lo zar voleva sbarazzarsi, come i molokani, autoritariamente insediati nel Caucaso. Gli effetti di questa storia hanno dato alla regione il suo carattere attuale, mescolando aspetti orientali ed europei, anche se saranno relativamente attenuati durante l'epoca sovietica.

## Dal 1909 al 1918
Negli anni che seguono l'avvento del governo dei Giovani Turchi nell'Impero ottomano (1909), il Caucaso del Sud è un luogo di tensione tra russi e ottomani, che ritroveranno in schieramenti opposti durante la prima guerra mondiale.
In seguito alla Rivoluzione d'ottobre del 1917 in Russia, le truppe russe che erano avanzate in territorio ottomano, si ritirarono dal Caucaso, lasciando l'area transcaucasica disorganizzata e senza governo. Il 28 novembre del 1917 armeni, tatari e georgiani si uniscono per formare l'Assemblea di Transcaucasia, chiamata Seim, a Tiflis (Tbilisi), creando così un governo unificato delle tre regioni. Poco tempo dopo, venne firmato l'armistizio di Erzincan tra Russia e Impero Ottomano, il 18 dicembre 1917. Ostile ai bolscevichi e minacciata dall'avanzata turca, la Repubblica Federale Democratica Transcaucasica si ritrovò isolata e debole. Con la firma del trattato di Brest-Litovsk, la Russia restituì alla Turchia i territori della Transcaucasia, impedendo la possibilità di un vero stato transcaucasico. 
Costretti ad entrare in trattative, i transcaucasici si incontrarono con i turchi a Trebisonda. Il 24 febbraio del 1918, la Transcaucasia si autoproclamò indipendente, e rivendicando di fatto certi territori acquisiti dalla Turchia nel Caucaso. Questo nuovo stato non viene riconosciuto né dai russi né dall'impero ottomano che prese possesso lo stesso anno dei territori negoziati a Brest-Litovsk, permettendo così di concentrare i suoi sforzi sul fronte persiano, contro i britannici.
Di fronte ai conflitti, al loro isolamento nella regione e alla loro inferiorità militare, i popoli transcaucasici non potevano mantenere una grande coesione tra loro. In effetti, gli azeri, musulmani, erano storicamente vicino ai turchi, i georgiani avevano buone relazioni con la Germania alleata dell'impero ottomano, mentre gli armeni, vittime del genocidio, erano decisamente contro i turchi. Il 26 maggio del 1918, il Seim riconosceva delle «divergenze radicali sulla questione della guerra e della pace tra i popoli che avevano creato la Repubblica Indipendente Transcaucasica». La Georgia proclamò per prima la sua indipendenza proprio in questo giorno, imitata dall'Azerbaigian (27 maggio) e poi dall'Armenia (28 maggio). Quest'ultima firmò la pace con l'impero ottomano al prezzo di una perdita considerevole del suo territorio.

## Periodo sovietico
Dopo la fine della prima guerra mondiale e la sconfitta dell'Impero ottomano, una parte del Caucaso, tra cui l'Armenia, passò sotto il controllo britannico e poi francese. Nel 1920, venne firmato il trattato di Sèvres che definì le frontiere dell'Armenia. Tuttavia l'insurrezione turca non tardò a nascere, guidata da Mustafa Kemal, che rifiutava i termini del trattato. Questo movimento indipendentista riconquistò rapidamente l'Anatolia, attaccando l'Armenia nel settembre del 1920, con il sostegno del suo nuovo alleato sovietico.
Il 29 dicembre del 1922 la regione fu divisa: i paesi del Caucaso si unirono all'URSS sotto il nome di Repubblica socialista federativa sovietica transcaucasica, mentre una grande parte dell'Armenia, come stabilito dal trattato di Sèvres, si ritrovò sotto la nuova bandiera della Repubblica Turca. La Repubblica transcaucasica sovietica cedette il posto nel 1936 a tre repubbliche socialiste sovietiche: le RSS di Georgia, Azerbaigian (che incorporò i contestati oblast di Nagorno Karabakh e Nakhichevan, già appartenenti alla Prima Repubblica di Armenia) e Armenia.

## Post-comunismo
Dopo la fine degli anni '80, la caduta dell'URSS e la creazione degli stati indipendenti, la regione è stata teatro di conflitti interetnici che videro protagoniste le repubbliche dell'Azerbaigian, del Nagorno Karabakh, dell'Abcasia georgiana e dell'Ossezia del Sud.
Questi stati transcaucasici si sono avvicinati all'Unione europea aderendo al Consiglio d'Europa all'inizio del 2000. Nel 2005 il Consiglio dell'Unione europea ha concluso che fosse necessario includerle nella politica europea di vicinato. Armenia, Georgia e Azerbaigian fanno parte del Partenariato orientale dell'Unione europea.